# Brno (Jablonec nad Jizerou)
Brno (německy Brno) je osada, dnes součást města Jablonec nad Jizerou v okrese Semily. Brno tvoří jednu ze základních sídelních jednotek města. V roce 2011 zde trvale žilo 9 obyvatel.

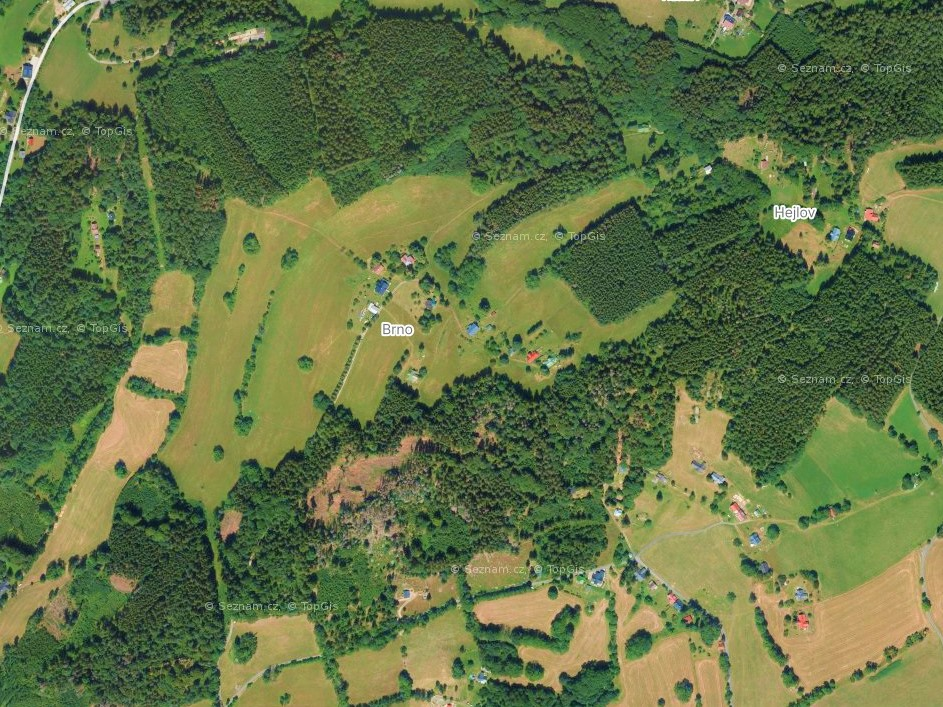
Brno a okolí na leteckém snímku

Základní sídelní jednotka Brno zahrnuje kromě samotného Brna také blízkou lokalita Hejlov. Obě osady se nacházejí severně od Bratrouchova, jehož jsou částí, kolem vrchu Hejlov. Osada Brno se nachází na horské louce na strmém severozápadním svahu kopce, západně od vrcholu, a je tvořena devíti staveními v nadmořské výšce 720–760 m. Další domy spadající pod ZSJ Brno jsou již součástí osady Hejlov, ležící severně od stejnojmenného vrcholu.
Brno bylo od roku 1850 součástí Jablonce nad Jizerou. V 70. letech 19. století se osamostatnil Bratrouchov, který do té doby rovněž příslušel k Jablonci, a součástí nové obce se stalo i Brno. To získalo v 50. letech 20. století status části obce, který si zpočátku podrželo i po začlenění Bratrouchova do Jablonce v roce 1974. Po roce 1980 se z Brna stala základní sídelní jednotka.